# Rząd Alfreda Gusenbauera
Rząd Alfreda Gusenbauera – federalny rząd Republiki Austrii urzędujący od 2007 do 2008.
Gabinet powstał po wyborach parlamentarnych w 2006, które wygrała Socjaldemokratyczna Partia Austrii (SPÖ). Ugrupowanie to zawiązało koalicję z Austriacką Partią Ludową (ÖVP) dotychczasowego kanclerza Wolfganga Schüssela. Nowy gabinet został zaprzysiężony 11 stycznia 2007, zastępując tym samym drugi rząd Wolfganga Schüssela.
7 lipca 2008 przewodniczący ÖVP, Wilhelm Molterer, ogłosił wyjście swojej partii z koalicji. Głównym powodem była rozbieżność w sprawie stosunku do ratyfikacji traktatu lizbońskiego. Tego samego dnia Alfred Gusenbauer (którego trzy tygodnie wcześniej na funkcji przewodniczącego socjaldemokratów zastąpił Werner Faymann) zapowiedział, że nie będzie ubiegał się o reelekcję na stanowisko kanclerza. W konsekwencji doszło do przedterminowych wyborów, po których socjaldemokraci i ludowcy kontynuowali koalicję w ramach działającego od 2 grudnia 2008 pierwszego rządu Wernera Faymanna.

## Skład rządu
| Funkcja                                                       | Minister                                                            | Partia |
| ------------------------------------------------------------- | ------------------------------------------------------------------- | ------ |
| Kanclerz                                                      | Alfred Gusenbauer                                                   | SPÖ    |
| Wicekanclerz i minister finansów                              | Wilhelm Molterer                                                    | ÖVP    |
| Minister spraw zagranicznych i europejskich                   | Ursula Plassnik                                                     | ÖVP    |
| Minister ds. kobiet, mediów i polityki regionalnej            | Doris Bures (do 30 czerwca 2008) Heidrun Silhavy (od 1 lipca 2008)  | SPÖ    |
| Minister zdrowia, rodziny i młodzieży                         | Andrea Kdolsky                                                      | ÖVP    |
| Minister spraw wewnętrznych                                   | Günther Platter (do 30 czerwca 2008) Maria Fekter (od 1 lipca 2008) | ÖVP    |
| Minister sprawiedliwości                                      | Maria Berger                                                        | SPÖ    |
| Minister obrony                                               | Norbert Darabos                                                     | SPÖ    |
| Minister rolnictwa, leśnictwa, środowiska i gospodarki wodnej | Josef Pröll                                                         | ÖVP    |
| Minister polityki społecznej i spraw konsumentów              | Erwin Buchinger                                                     | SPÖ    |
| Minister edukacji, sztuki i kultury                           | Claudia Schmied                                                     | SPÖ    |
| Minister transportu, innowacji i technologii                  | Werner Faymann                                                      | SPÖ    |
| Minister gospodarki i pracy                                   | Martin Bartenstein                                                  | ÖVP    |
| Minister nauki i badań naukowych                              | Johannes Hahn                                                       | ÖVP    |